# 水陆法会
水陸法會，漢傳佛教的超度儀式，又稱水陸道場、水陸大會、水陸大齋或水陸供齋:196，全稱「法界聖凡水陸普度大齋勝會」:283；「水陸」一說指「水陸無主孤魂」:194。水陸法會是中國佛教儀式最隆重，規模最大，功德最高的法事，源自唐代或宋初，目的是超度亡魂，救贖眾生，追薦祖先幽靈，並延壽增福。水陸法會往往以明代祩宏所編《水陸儀軌》為範本，為期七天至四十九天，分外壇和內壇兩部份，外壇法師日間唱誦經懺真言，晚間施食餓鬼；內壇設置佛像及多個神牌席位，法師觀想及唸唱儀文疏表，邀請冥界諸鬼神出席，供奉以食物、鮮花、香油、衣服等供品。水陸法會並陳列諸多神像與水陸畫，以助召請神靈與超度亡者。

## 作用
舉行水陸法會的主要目的，是超度亡魂，救贖眾生，救拔孤魂野鬼:197、199、214，施食厲鬼，以保地方平安；偶然也用於祈福求雨。水陸法會規模大型、昂貴、儀式繁複，有最佳的超度效果:204、202、249。明代以後，水陸法會的主要目的第一是超度祖先幽靈，第二是將功德回施到施主自身，希望自己及家族延壽增福，不太著重救濟眾生的普度精神:209-210。
近期水陸法會著重「陰超陽泰」，布施餓鬼道、地獄道眾生使之離苦得樂；與會者修持布施、念佛誦經、省視懺悔、行六度波羅密，具有自度、度人之精神及實踐。

## 演變
佛教徒把水陸法會追溯到梁武帝舉行的無遮大會，「無遮」是沒有分別之意:197-198，但此說乃後人附會。水陸法會牧田諦亮認為唐代四川已出現:196-197，劉祥光則認為在五代至北宋間出現:198。北宋時水陸法會開始流行:197，盛行於江南及華南一帶。楊鍔撰《水陸齋儀文》整理其儀式，加以推廣:209、199-200。1096年僧人宗賾編成水陸儀文4卷:197。宋代朝廷和民間都舉行水陸法會，朝廷超度已故皇帝、太后、戰死士卒與遇害百姓；士大夫設水陸法會追薦祖先及過世親人:200、210。南宋宗曉編《施食通覽》，成為後世水陸法會的重要依據。書中包括與施食相關的經文、僧人對施食的闡釋、為舉行水陸法會而寫的疏文、贊文及施食文，以及一些因果報應故事:200-222。
水陸法會有倣效道教儀式之處，在宋代出現三清神祇，在明代也設有道教神祇，並包括道教科儀和符籙牒文:252、238、241。後世水陸法會都依據南宋志磐編集、晚明祩宏重訂的《水陸儀軌》:187、198。祩宏眼見當時法會儀式混亂，失卻嚴肅的精神，遂有志矯正，修訂儀規，全名「法界聖凡水陸普度大齋勝會修齋儀軌」:201-202。民國時，大部份寺院都會舉行水陸法會，其收入成為寺院主要財源，常州天寧寺有僧侶三千人，經費差不多都依靠水陸法會的收入:185-187。20世紀後期起，中國北方和台灣的一些寺院在舉行水陸法會期間，邀請民間樂團演奏樂曲。1990年代起，台灣各道場幾乎每年例必舉行水陸法會，有時以為國祈福消災和募捐的名義而舉行:5、9。

## 儀式

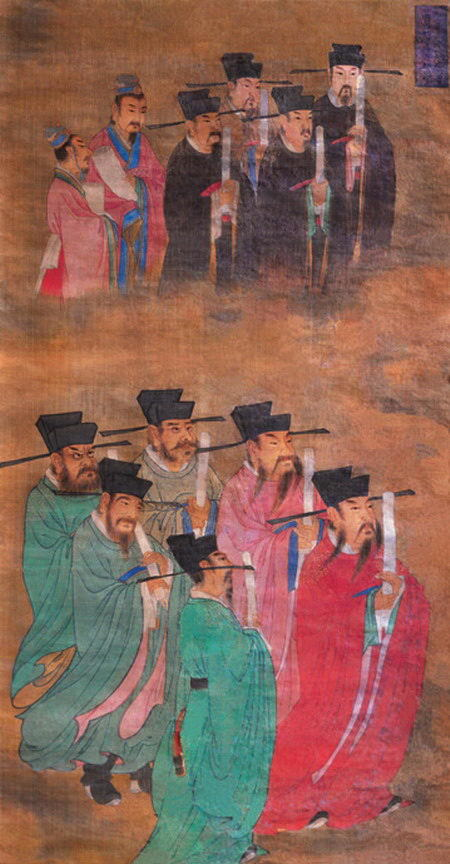
明代水陸畫「地府六曹四司判官地府都司官」

水陸法會是中國佛教法事中儀式最隆重，功德最高的法會:283，所費不貲:201。水陸法會以七天為一單元，最長可達四十九天。儀式結構分為兩大部份：外壇有大壇（梁皇壇）、諸經壇、法華壇、淨土壇、華嚴壇、楞嚴壇、瑜伽壇，自第一天起，白天期間各法師不斷誦念各式經懺文及拜佛，晚間法師則集中在大壇舉行施焰口（施餓鬼）儀式，反覆進行，所誦經文包括《梁皇懺》、《梵網經》、《金剛經》、《藥師經》等:11-12。三寶佛像居北朝南，參加法會者則居南朝北，或居南分東西兩列對立。法師會大量唱誦真言、讚、偈。信眾有時也持誦佛號或經文:15、10、17。內壇僅有一壇，又稱心壇，儀式由第三天開始進行，多集中在早上或下午，由「結界」、「發符」、「懸幡」開始，到第七天的「送判」、「送聖」結束:13。「結界」法事劃定和潔淨整個法會的儀式空間，主持法師必須持大悲咒水灑淨道場內所有建築物，並觀想以道場為中心，方圓上下一百由旬處皆為儀式道場所及之處。法會期間，此空間是宇宙中最神聖之處。內壇中，佛像居北朝南，另有多個神牌席位，邀請冥界250多個鬼神出席，部份神牌席位居會場北半部，部份居南半部:15。
外壇各壇法師人數不等，少則2人，多可至24人，內壇主持法事的法師主要有3位，另有輔祭的香燈師及演奏法器的悅眾法師4至12人不等。主法是法事負責人，負責觀想，並與其他兩位法師輪流唱念。正表和副表負責唱念儀文、疏表、符表:17，鼓鈸師負責鼓鈸擊奏，指揮其他執奏法器的香燈師，掌控儀式的進行。香燈師負責法會前的所有準備工作，包括香火、燈火、供品的檢查，佈置壇場與守護，執奏法器等。拜師學藝的實習法師多從香燈師工作開始:18。法會供品包括食物（素食）、香、花、燈、香油、衣服、生果、紙糊金錠，法師誦經奏樂也視作供品之一:22。水陸法會邀請冥界250多位鬼神出席接受供品，包括神佛、菩薩、山川神袛、法界使者、赦官、判官、歷代帝王、佛教祖師、文武百官、士農工商、販夫走卒、去世祖先、橫死孤魂:18。法事中，陳列佛像、牌位、佛畫、榜文、功德檀越主名單、回向名單、紙糊神像、使者像、判官像和一艘「西方船」:21-22。水陸畫繪畫上自諸佛菩薩、三教諸神、聖賢、下至王公貴人、社會庶民的生活景象與悲慘遭遇，乃至地獄餓鬼的慘狀，以收召請與超度之效:283-284。紙糊神像和船隻在不同儀式結束時，將焚燒遣送升天，同時唱誦真言和燃放鞭炮開路:22。

## 延伸閱讀
- 清心. . 五台山在線. 2014-06-17  [2017-12-20]. （原始内容存档于2017-12-24） （中文（简体））.
- . 新浪佛學. 2013-06-25  [2017-12-20]. （原始内容存档于2017-12-24） （中文（简体））.
- 王冠. . 中國網. 2015-10-19  [2017-12-20]. （原始内容存档于2018-11-14） （中文（简体））.